# بزرگراه ایسه

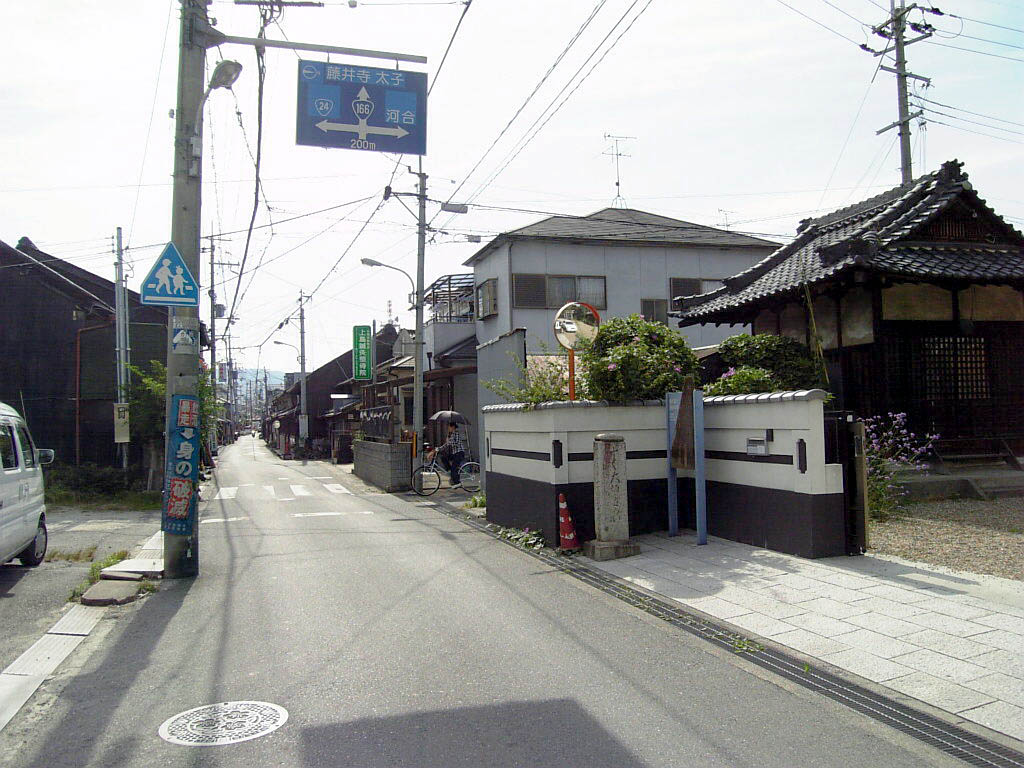

بزرگراه ایسه، ایسه‌سانگو کایدو (به ژاپنی: 伊勢参宮街道 いせさんぐうかいどう)، این جاده ای است که به عنوان مسیر زیارتی به معبد بزرگ ایسه از مناطق مختلف ژاپن ساخته شده‌است. آن را ایسه کایدو، ایسه هونکایدو و سانگو کایدو می‌نامند.
جاده‌های پیشا مدرن سابق به شرح زیر است. به‌طور خاص، نام «ایسه کایدو» در معنای گسترده نیز برای هر جاده استفاده می‌شود، بنابراین باید مراقب بود. (اغلب به عنوان ایسه کایدو (○○ کایدو) استفاده می‌شود) در معنای محدود، استفاده می‌شود.